# Marmorand
Marmorand (Marmaronetta angustirostris) är en fågel i familjen änder inom ordningen andfåglar.

## Utseende
Marmoranden är rätt liten och slank (39–42 centimeter lång) med långa vingar (63–70 centimeter), lång stjärt och smal, mörk näbb. På grund av ansats till nacktofs ter sig huvudet rätt stort. Ögontrakten är mörk och dräkten sandbrun, fläckad i smutsvitt. Marmoranden beter sig mest som en simand och är oftast tystlåten. Den har en karakteristisk låg flykt.

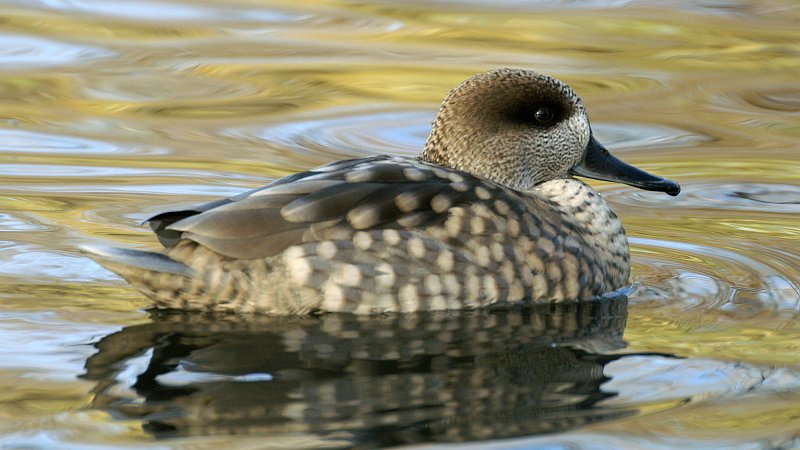
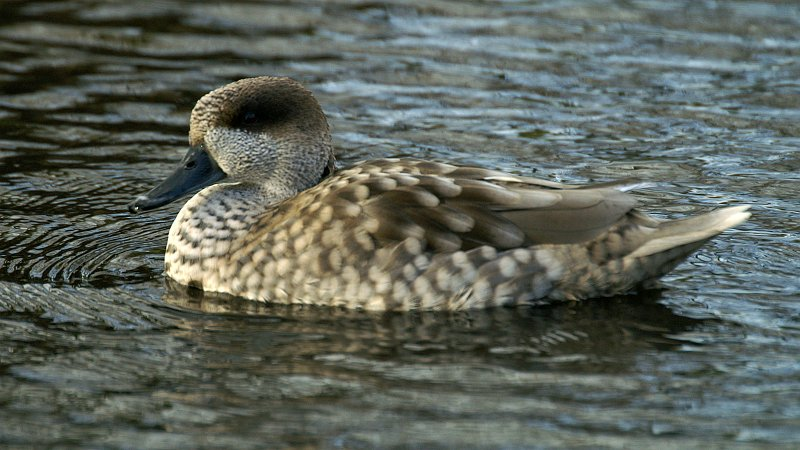
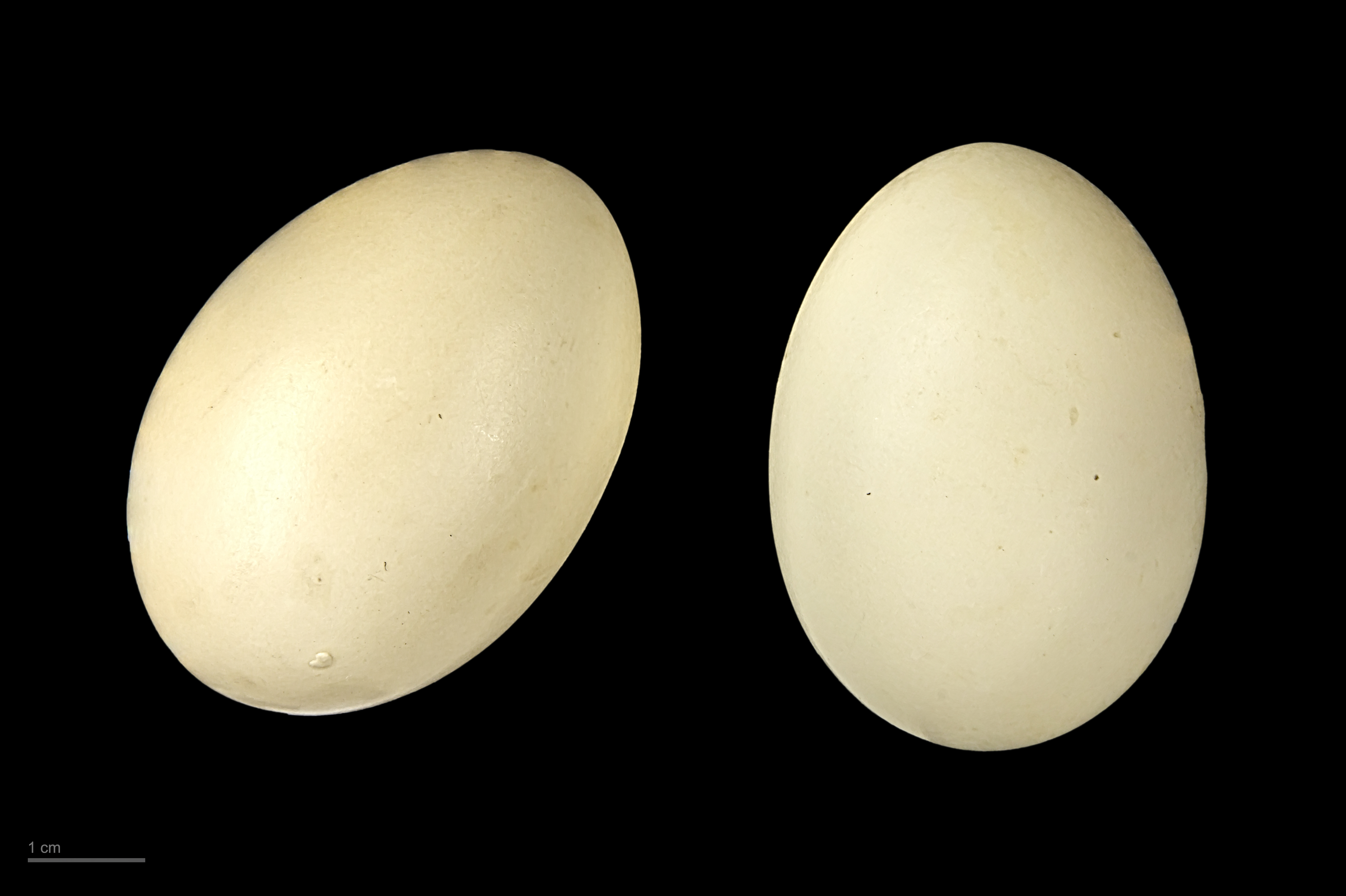
Museum specimen

## Utbredning och systematik
Fågeln förekommer sällsynt och lokalt från Kanarieöarna och Medelhavsområdet till allra västligaste Kina vegetationsrika slättsjöar. I Europa häckar den i Armenien, Azerbajdzjan, Italien, Ryssland, Spanien och Turkiet.
Trots att den liknar simänderna i beteende är marmoranden närmast släkt med dykänder i Aythya och Netta. Den placeras som ensam art i släktet Marmaronetta.

## Ekologi
Marmoranden har anpassat sig till tillfälliga våtmarker som varierar i vattennivå beroende på årstid. Den häckar i stäppliknande omgivningar i grunda söt- salt- eller bräckvattensdammar med mycket växtlighet både i och kring vattnet. Den häckar också i deltaträsk och kan också använda sig av långsamma floder, salina kustlaguner och av människan skapade våtmarker som fiskdammar, små vattenreservoarer och reningsverksdammar.
Marmoranden bygger sitt bo på marken nära vatten under ett vegetationstäcke och lägger i genomsnitt knappt 12 ägg. Dess föda varierar kraftigt efter årstid, ålder och plats. Före och under häckningssäsongen lever den allra främst av tvåvingar, efter i större utsträckning av små frön. Nykläckta andungar är starkt beroende av tillgång på fjädermyggor.

## Status och hot
Marmoranden tros ha minskat relativt kraftigt i antal, vilket bekräftats i bestånden i södra Asien och östra Medelhavsområdet. Exempelvis har den dött ut i Grekland och Turkiet. Den nordafrikanska populationen anses vara stabil. Bakomliggande faktorer tros vara habitatförlust och klimatförändringar, i delar av utbredningsområdet även jakt. Internationella naturvårdsunionen IUCN kategoriserar arten som nära hotad. Världspopulationen uppskattas till mellan 10 000 och 42 000 vuxna individer.